# Hans-Jürgen Kleinhammes
Hans-Jürgen Kleinhammes (* 16. November 1937 in Augsburg; † August 2008 ebenda) war ein deutscher Maler und Grafiker.

## Leben
Er studierte von 1959 bis 1961 an der Akademie der bildenden Künste in Dresden, von 1961 bis 1965 an der Staatlichen Hochschule für bildende Künste in Hamburg bei Thiemann, Mavignier und Wunderlich. 1966 ging er mit einem Stipendium („Cité Internationale des Arts“) für ein Jahr nach Paris.
Ab Mitte der 1960er Jahre entwickelte er seine auf landschaftliche Fragmente sowie signetartige Abstraktion reduzierte Bildsprache. („...die Darstellung ist stark versachlicht, aber entbehrt nicht einer surreal-poetischen Qualität...“). Als seine Vorbilder sah er Caspar David Friedrich, René Magritte und Giorgio de Chirico. Ab 1964 betitelte er seine Bilder mit dem von ihm determinierten Begriff „Neue Landschaft“. Zeitgleich arbeiteten Werner Nöfer und Jens Lausen an einer ähnlichen bildnerischen Programmatik. Im Jahr 1968 war er Mitbegründer der CO-OP Künstlercooperative Hamburg, die mit mehreren Grafikmappen-Editionen den Kunstmarkt ausschalten wollte (Mitglieder waren u. a. Bruno Bruni, Dizi, Klaus Geldmacher, Dieter Glasmacher, Ullrich Hohenhaus, Tomislav Laux, Ernst Mitzka, Werner Nöfer , Sigmar Polke, Anna Oppermann, Wolfgang Oppermann, Peter Würtz).
Im Jahr 1971 erhielt er einen Lehrauftrag an der Kunstakademie in München und ab 1972 eine Gastdozentur an der Städel-Hochschule in Frankfurt. Im Jahr 1982 erhielt er den „Seerosenpreis für bildende Kunst“ der Stadt München. Ab 1970 realisierte er mehrere „Kunst-im-öffentlichen-Raum-Projekte“ in Hamburg, Bamberg und Heidelberg. Er hatte im Laufe der Zeit viele Einzelausstellungen und beteiligte sich an zahlreichen Themen- und Gruppenausstellungen. Von 1973 bis 1975 hatte er ein Atelier in Eurasberg im Voralpenland, und ab 1976 in München. Er ist 2008 in Augsburg verstorben.

## Sammlungen
- Museum of Art - Carnegie Institute Pittsburgh (USA)
- Sammlung Burda München
- Bayerische  Staatsgemäldesammlung München
- Städtische Sammlungen München
- Kulturdezernat Frankfurt
- Sammlung Schloss Gottorf Schleswig
- Kunsthalle Hamburg